# Bernd Bransch
Bernd Bransch (Halle, 1944. szeptember 24. – 2022. június 11.) olimpiai bajnok keletnémet válogatott német labdarúgó.
Az NDK válogatott tagjaként részt vett az 1972. és az 1976. évi nyári olimpiai játékokon, illetve az 1974-es világbajnokságon.

## Sikerei, díjai
Carl Zeiss Jena
- Keletnémet kupa (1): 1973-74

NDK
- Olimpiai bajnok (1): 1976
- Olimpiai bronzérmes (1): 1972